# Mislav Blagus
Mislav Blagus (* 10. Juni 1991 in Zagreb, SR Kroatien) ist ein kroatischer Eishockeyspieler, der seit 2013 erneut beim KHL Zagreb unter Vertrag steht. Seit 2015 spielt er mit dem Klub in der slowenischen Eishockeyliga.

## Karriere
Mislav Blagus begann seine Karriere als Eishockeyspieler in seiner Heimatstadt in der Nachwuchsabteilung des KHL Zagreb, für dessen erste Mannschaft er von 2006 bis 2009 in der kroatischen Eishockeyliga aktiv war. Anschließend wechselte der Angreifer zu dessen Stadtnachbarn KHL Medveščak Zagreb, der zur Saison 2009/10 neu in die Österreichische Eishockey-Liga aufgenommen worden war. In dieser gab er in seinem Rookiejahr in 34 Spielen drei Torvorlagen. Zudem lief der Nationalspieler in 22 Spielen für Medveščaks zweite Mannschaft in der Slohokej Liga auf, in denen er 19 Scorerpunkte erzielen konnte, davon elf Tore. In der Saison 2010/11 setzte sich Blagus endgültig bei Medveščaks ÖEHL-Team durch und erzielte in insgesamt 53 Spielen ein Tor und zwei Vorlagen. Für den neuen Kooperationspartner seines Vereins, das Team Zagreb, stand er zudem in 15 Spielen in der Slohokej Liga auf dem Eis. Darüber hinaus gewann er mit Medveščak 2010, 2011, 2012 und 2013 jeweils den kroatischen Meistertitel. Nachdem Medveščak 2013 in die Kontinentale Hockey-Liga aufgenommen wurde und sich dafür verstärkte, war für Blagus kein Platz mehr im Kader und er kehrte zum KHL Zagreb in die Kroatische Eishockeyliga zurück. Seit 2015 spielt er mit dem Klub in der slowenischen Eishockeyliga.

### International
Für Kroatien nahm Blagus im Juniorenbereich an den U18-Junioren-C-Weltmeisterschaften 2006, 2007, 2008 und 2009, den U20-Junioren-C-Weltmeisterschaften 2008 und 2009 sowie den U20-Junioren-B-Weltmeisterschaften 2010 und 2011, als er gemeinsam mit dem Dänen Markus Lauridsen bester Torvorbereiter des Turniers war, teil. 
Im Seniorenbereich stand er im Aufgebot seines Landes bei der Division I Weltmeisterschaft 2010, bei der er in fünf Spielen eine Vorlage gab, aber den Abstieg seiner Mannschaft nicht verhindern konnte. In der Folge stand er für Kroatien in der Division II bei den Weltmeisterschaften  2011 und 2012 auf dem Eis. Bei der Weltmeisterschaft 2013 im heimischen Zagreb gelang Blagus mit den Kroaten dann nach fünf Siegen in fünf Spielen die Rückkehr in die Division I, in der er 2014, 2015, 2016 und 2017 eingesetzt wurde. Zudem vertrat er seine Farben bei den Qualifikationsturnieren zu den Olympischen Winterspielen in Sotschi 2014 und in Pyeongchang 2018.

## Erfolge und Auszeichnungen
- 2010 Kroatischer Meister mit dem KHL Medveščak Zagreb
- 2011 Kroatischer Meister mit dem KHL Medveščak Zagreb
- 2012 Kroatischer Meister mit dem KHL Medveščak Zagreb
- 2013 Kroatischer Meister mit dem KHL Medveščak Zagreb

### International
- 2009 Aufstieg in die Division I bei der U20-Junioren-Weltmeisterschaft der Division II, Gruppe B
- 2011 Bester Vorlagengeber der U20-Junioren-Weltmeisterschaft der Division I, Gruppe B
- 2013 Aufstieg in die Division I, Gruppe B, bei der Weltmeisterschaft der Division II, Gruppe A

## EBEL-Statistik
(Stand: Ende der Saison 2012/13)